# Saturnin Wierzbicki
Saturnin Wierzbicki (ur. 14 maja 1940 w Płoniawach, zm. 23 listopada 2010 w Płocku) – prezbiter katolicki diecezji płockiej, infułat.

## Zarys biografii
Pochodził z Parafii św. Stanisława Biskupa Męczennika w Płoniawach. Święcenia kapłańskie przyjął 23 czerwca 1963. Spowiednik w Wyższym Seminarium Duchownym w Płocku od października 1984. Kapelan Ojca Świętego od 2006. Prepozyt Kapituły Kolegiackiej Pułtuskiej (w kapitule od 1985). Notariusz Sądu Biskupiego Płockiego. Ostatnie 30 lat swego życia był rezydentem Parafii św. Jana Chrzciciela w Płocku. 
Zmarł 23 listopada 2010 w Płocku, pochowany w rodzinnych Płoniawach.

## Publikacje
- Byli naszymi duszpasterzami • Kapłani Kościoła Płockiego zmarli w latach 1901-2005, Płock 2005, ISBN 83-89625-47-4
- Duszpasterz czasu trudnego – działalność duszpasterska ks. kan. Tadeusza Króla w Parafii św. Jana Chrzciciela w Płocku jako odpowiedź na zagrożenia praktycznego marksizmu, wyd. Płocki Instytut Wydawniczy, Płock 2003, ISBN 83-89625-01-6